# Rathlow
Rathlow, Ratlow, Ratlov eller (især i Danmark) Rathlou er en uddød holstensk adelsslægt. Dens våben var på sølv grund en højrevendt rød spids.
Slægten deler stamme og våben med slægterne Berckentin, Negendank og Plüskow. Ifølge Angelus var slægtens først kendte mand Nicolaus Rathlow, der i 1392 opnåede privilegium af staden Oldenburg, mens en Heinrich Rathlow nævnes 1417. På denne tide var Henning Rathlow holstensk råd og en anden med dette efternavn slotsforvalter på Femern. Emelin Rathlow til Voderkam (= Futterkamp i Amtet Plön i Holsten) og Sieverd Rathlow til Lensau (= Lehnsahn i Amtet Ostholstein i Holsten) omkom i krigene 1500 om Ditmarsken. I begyndelsen af 1600-tallet levede der 7 mandlige efterkommere af slægten og i begyndelsen af 1700-tallet var Emerentia von Ratlow konventualinde i Preetz Kloster.
Gregorius von Rathlou (1636-1681) kom til Danmark, hvor han blev hofmester og købte hovedgården Loverstrup, som han omdøbte til Rathlousdal. Han var gift med Margaretha Gersdorff, datter af Joachim Gersdorff, og hans søn, Christian von Rathlou (1677-1752) til Rathlousdal og Gersdorffslund, blev gehejmeråd og jægermester. Han ægtede hofdame Dorothea Sophie Schack (1682-1771) og døde uden mandlige efterkommere, og med ham uddøde slægten. Hans bror, jagtjunker Carl Frederik von Rathlou ejede Sneum Hovedgård.
Christian von Rathlou oprettede i 1749 stamhuset Rathlousdal for sin hustrus brodersøn Joachim Otto Schack, og ved Dorothea Sophie Schacks død 1771 arvede Joachim Otto Schack godserne, som derfor ændrede sit navn til Schack-Rathlou. Senere kom stamhuset til slægten Holstein, og indehaverne af stamhuset ændrede derfor slægtsnavnet til Holstein-Rathlou.